# Огинский, Николай Франтишек
Князь Николай Франтишек Огинский (ум. 1715) — государственный деятель Великого княжества Литовского, маршалок волковысский (1676), мечник великий литовский (1687—1695), подскарбий надворный литовский (1695—1711), каштелян трокский (1711—1715), староста радошковский (с 1693).

## Биография
Представитель старшей линии княжеского рода Огинских. Старший сын воеводы полоцкого и гетмана польного литовского, князя Яна Огинского (ок. 1625—1684), от первого брака с Анной Семашко. Младшие братья — Григорий Антоний, Лев Казимир, Александр, Казимир Доминик и Марциан Антоний.
В 1676 году князь Николай Франтишек Огинский был назначен маршалком волковысским, в 1687 году получил должность мечника великого литовского. В 1695 году стал подскарбием надворным литовским. В 1711 году Николай Франтишек Огинский получил должность каштеляна трокского.
В 1686 году участвовал в переговорах и подписании мирного договора между Речью Посполитой и Русским государством.

## Семья
В 1680 году женился на Екатерине Копец (ум. после 1703), от брака с которой имел трёх сыновей и двух дочерей:
- Людвиг Кароль Огинский (1680—1719), каноник виленский (1700), пробст бобруйский и трокский (1701), епископ смоленский (1715)
- Ежи Казимир Огинский (ум. ок. 1715), староста радошковский
- Антоний Огинский (ок. 1684 — после 1730), староста бережанский и радошковский, затем иезуит
- Роза Огинская (ум. 1724), жена с 1702 года каштеляна плоцкого Станислава Бонифация Красинского (ум. 1716/1717)
- Франциска Огинская (ум. 1750), жена с 1724 года каштеляна виленского и гетмана великого литовского, князя Михаила Юзефа Масальского (ок. 1700—1768)